# エドウィン・アーサー・バート

エドウィン・アーサー・バート（Edwin Arthur Burtt、1892年－1989年9月6日、通常、E. A. バートと記されることが多い）は、アメリカ合衆国の哲学者である。宗教哲学に関して広範囲にわたって著作を著している。バートの博士論文は「The Metaphysical Foundations of Modern Physical Science（近代自然科学の形而上学的基礎）」の書名で出版された。H. フロリス・コーエンによると、この書は、一般的にはそうは受け止められていないものの、科学の歴史に重大な影響をおよぼしたものだということである。
バートはイェール大学、ユニオン神学校、コロンビア大学で学んでいる。1941年にはコーネル大学の権威あるスーザン・リン・セイジ哲学校の教授に就任している。

## 経歴
宣教師の両親のもとに生まれる。この両親と共に、十代の時に数年間中国で過ごしている。宗教的な価値と信仰というものに対してバートは生涯共感の気持ちを抱いていたものの、自分の哲学が彼自身の父親があまりに物の見方の視野が狭かったことに対する反動により特徴付けられていることをバート本人も認めている。バートは1915年にイェール大学を卒業したが、在学中はスカル・アンド・ボーンズの一員でもあった。

## 業績
バートは「ヒューマニスト・マニフェスト1（旧来の宗教に代わって人間至上主義が新しく宗教としての役割を果たすようになると主張する文書）」の起草に参加していたが、それ以後、関わるのを止めている。というのも、「霊的体験は空間、時間、因果律によって分類することができる」という彼自身の考えやその他の根本的な自然科学の法則が、最終版の出版に至っても全く掲載されなかったことで、興味を失ってしまったからである。とはいえ、1973年の「ヒューマニスト・マニフェスト2」では再び署名者の一人に加わっている。

## 遺産
バート自らの声明によると、トーマス・クーンはアレクサンドル・コイレの哲学を下敷きにして自らの哲学を築いていることに自覚がほとんどないということである。ところでアレクサンドル・コイレはバートの哲学を下敷きにしており、バートがコイレに与えた影響が非常に大きなものであったことがこれまでに示されてきた、ということである。

## 著作
- The Metaphysical Foundations of Modern Physical Science. A Historical and Critical Essay (London: Kegan Paul, Trench, Trübner; 1924, 1925)
市場泰男訳『近代科学の形而上学的基礎：コペルニクスからニュートンへ』平凡社、1988年
- The Metaphysics of Sir Isaac Newton (1925)
- Religion in an Age of Science (1930)
- Principles and Problems of Right Thinking (1931)
- The English Philosophers, from Bacon to Mill (1939)
- Types of Religious Philosophy (1939)
- The Teachings of the Compassionate Buddha (1955)
- Man Seeks the Divine: A Study in the History and Comparison of Religions (1957)
- In Search of Philosophic Understanding (1965)
- Light, Love and Life (1986)

## 参照項目
- List of science and religion scholars （英語）
- American philosophy （英語）
- List of American philosophers （英語）